# Sonia Barrio
Sonia Barrio Gutiérrez (nacida el 12 de diciembre de 1969 en Madrid, Comunidad de Madrid) es una exjugadora de hockey sobre hierba española. Fue campeona olímpica en los juegos olímpicos de Barcelona 1992, además tiene una medalla de plata en un europeo. 

## Participaciones en Juegos Olímpicos
- Barcelona 1992, medalla de oro.
- Atlanta 1996, octavo puesto.
- Sídney 2000, cuarto puesto.